# Autarotis
Autarotis is een geslacht van vlinders van de familie grasmotten (Crambidae).

## Soorten
- A. euryala Meyrick, 1886
- A. polioleuca (Turner, 1911)